# Heterotetramer
Heterotetramer je protein koji sadrži četiri nekovalentno vezane podjedinice, pri čemu sve podjedinice nisu identične. Homotetramer sadrži četiri identične podjedinice.
Primeri heterotetramera su hemoglobin,  receptor, neki akvaporini, neki  receptori, kao i više enzima.